# Первомайское (Сампурский район)
Первомайское — село в Сампурском районе Тамбовской области России. Входит в состав Ивановского сельсовета.

## География
Село находится на юге центральной части региона, в лесостепной зоне, в пределах Окско-Донской низменной равнины, на реке Бурначка.

### Климат
Климат умеренно континентальный, относительно сухой. Средняя температура воздуха самого холодного месяца (января) — −11,5 — −10,5 °C (абсолютный минимум — −39 °C); самого тёплого месяца (июля) — 19,5 — 20,5 °C (абсолютный максимум — 40 °С). Среднегодовое количество атмосферных осадков варьирует в пределах от 400 до 650 мм. Продолжительность залегания снежного покрова составляет в среднем 145 дней.

## История
В 1959 г. указом Президиума Верховного Совета РСФСР село Грязнуша переименовано в Первомайское.

## Население
| 2010 |
| ---- |
| 222  |

## Инфраструктура
Основа экономики — сельское хозяйство. Личное подсобное хозяйство.
Действует Первомайская школа.
С селе установлен обелиск погибшим воинам в годы Великой Отечественной войны 1941—1945 гг.

## Транспорт
Село доступно автотранспортом. Остановка общественного транспорта «Первомайское».